# Saitual
Saitual là một thị trấn thống kê (census town) của quận Aizawl thuộc bang Mizoram, Ấn Độ.

## Nhân khẩu
Theo điều tra dân số năm 2001 của Ấn Độ, Saitual có dân số 10.243 người. Phái nam chiếm 50% tổng số dân và phái nữ chiếm 50%. Saitual có tỷ lệ 83% biết đọc biết viết, cao hơn tỷ lệ trung bình toàn quốc là 59,5%: tỷ lệ cho phái nam là 84%, và tỷ lệ cho phái nữ là 82%. Tại Saitual, 14% dân số nhỏ hơn 6 tuổi.